# Карибил Ватар Великий
Карибил Ватар Великий или Кариб’ил Ватар, сын Замар‘али — царь (малик) и мукарриб Сабейского государства около 700—680 годов до н. э. Существенно расширил пределы и укрепил могущество Сабейского царства, распространив его контроль на большую часть территории Южной Аравии.

## Сведения о Карибиле Ватаре
Сведения о Карибиле Ватаре сохранились в его пространных надписях RES 3945 (G1 1000 A) и RES 3946 (G1 1000 B), дошедших до нашего времени.
Кроме того, в одном из клинописных текстов ассирийского царя Синаххериба, датированном периодом между 689 и 685 годами до н. э., упоминается «Кариб’илу, царь (страны) Саба’», который преподнёс Синаххерибу драгоценные камни и благовоония в честь возведения в Ашшуре храма, посвящённого празднованию Нового года. Первым предложил отождествлять данного Кариб’илу с Карибилом Ватаром немецкий востоковед Фриц Хоммель в 20-х годах XX века. Несмотря на то, что Кариб’илу мог на самом деле быть и другой сабейский царь того периода, носивший имя Карибил, в современной сабеистике отождествление Кариб’илу с Карибилом Ватаром Великим представляется наиболее вероятным.

## Правление
Одним из главных противников Карибила Ватара в борьбе за гегемонию над югом Аравии стало Аусанское царство, бывшее в тот период основным соперником Сабы в борьбе за контроль над территорией восточного Йемена, богатой ладаноносными растениями. О войне этого правителя Сабы против Аусана повествует надпись RES 3945, согласно которой Карибил Ватар в начале VII века до н. э. сокрушил аусанского царя Муратти‘ (сына царя Закариля Лахайана, сына Аммикариба). Потери аусанцев в этой битве составили 16 тысяч убитыми и 40 тысяч пленными. Карибил Ватар разрушил аусанский царский дворец Мисвар, а все надписи из дворца и храмов Аусана приказал увезти в Сабу в качестве военной добычи. Скорее всего, именно после этого разгрома Асуанское царство прекратило своё существование и в дальнейшем было поглощено Катабаном.
Согласно надписи RES 3945, союзником Карибила Ватара были царь Хадрамаута Йадаил I и правитель Катабана Варауил. Победив Аусан, сабейский царь вернул Хадрамауту и Катабану земли, ранее отнятые у них аусанскими правителями. Кроме того, в надписи сообщается, что после победы над Аусаном Карибил Ватар окружил стенами города некой области под названием S1rm, осуществил в ней ирригационные работы и заселил её сабейцами. Однозначно локализовать данную область в настоящее время не представляется возможным.
Результатом правления Карибила Ватара Великого Сабейское царство существенно расширило свои границы и установило свой контроль над большей частью юга Аравийского полуострова. Известный французский сабеист Кристиан Робен в своих работах впервые назвал Карибила Ватара за его заслуги «Великим» («le Grand»).